# Loma Bonita, Frontera Comalapa
Loma Bonita är en ort i Mexiko.   Den ligger i kommunen Frontera Comalapa och delstaten Chiapas, i den sydöstra delen av landet, 900 km sydost om huvudstaden Mexico City. Loma Bonita ligger 671 meter över havet och antalet invånare är 389.
Terrängen runt Loma Bonita är varierad. Runt Loma Bonita är det ganska tätbefolkat, med 100 invånare per kvadratkilometer. Närmaste större samhälle är Frontera Comalapa, 1,9 km norr om Loma Bonita. I omgivningarna runt Loma Bonita växer i huvudsak städsegrön lövskog.